# Épicerie
Pour les articles homonymes, voir épicerie (homonymie).

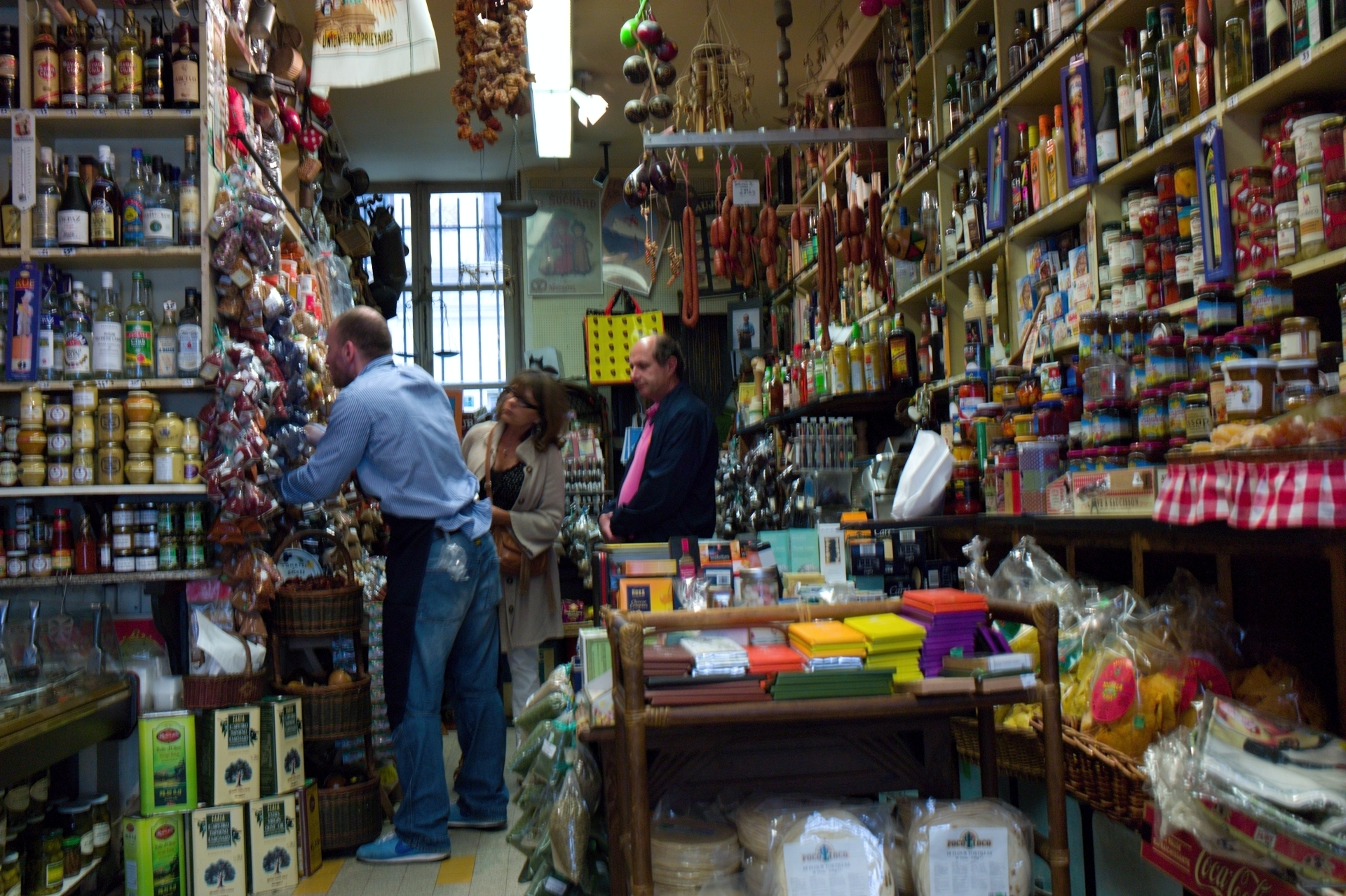
Épicerie Izraël, rue François-Miron à Paris en 2012.

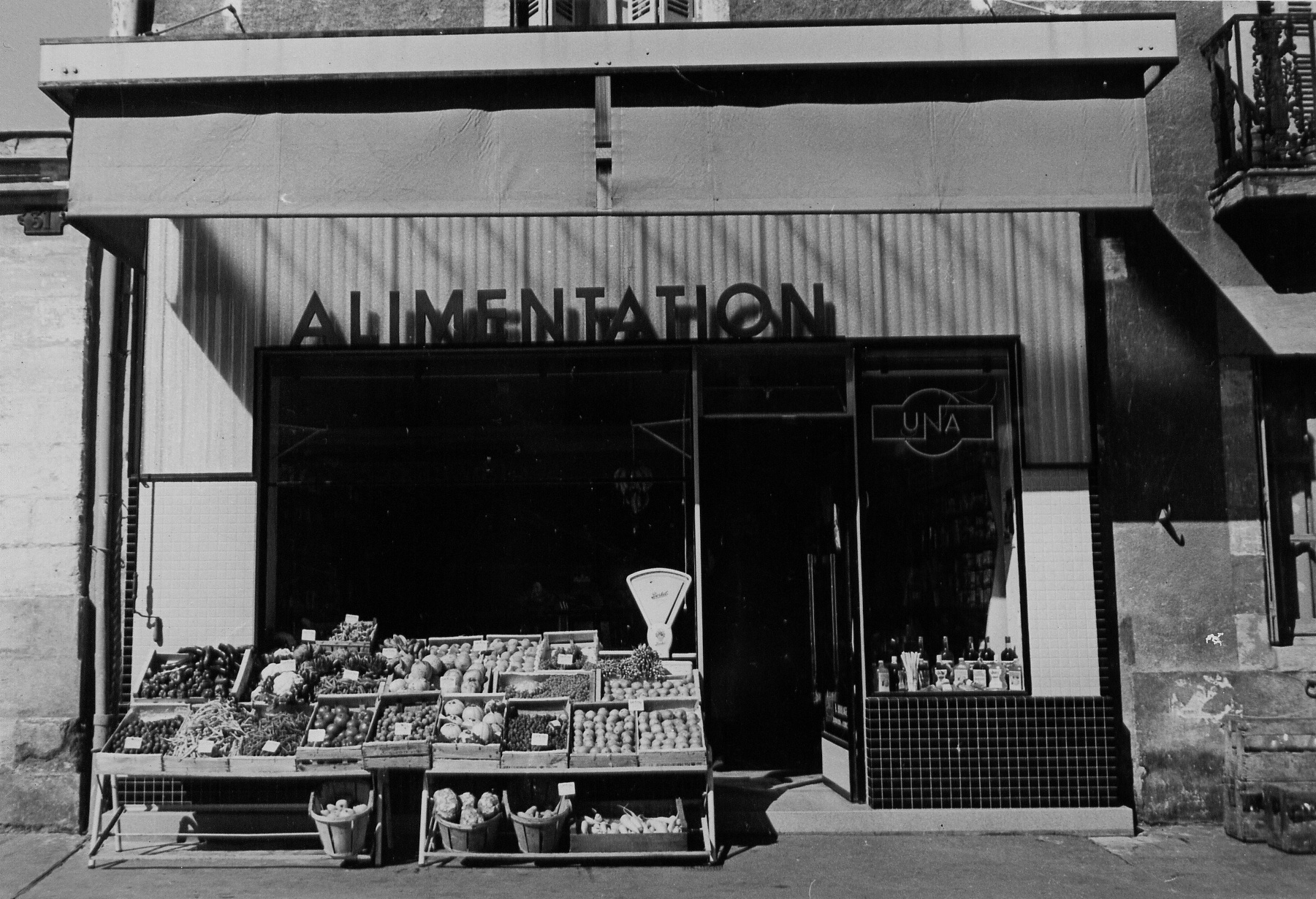
Une épicerie dans les années 1960, à Tours (France).

Une épicerie est un commerce de détail de proximité de denrées alimentaires mais distribue également une diversité de produits sans rapport avec l'alimentation. L'épicerie est aussi, depuis l'avènement de la grande distribution, un secteur d'activité lié à l'achat des denrées alimentaires sèches et appertisées et à leurs ventes au sein d'un magasin ou d'une centrale d'achat de la grande distribution.

## Histoire

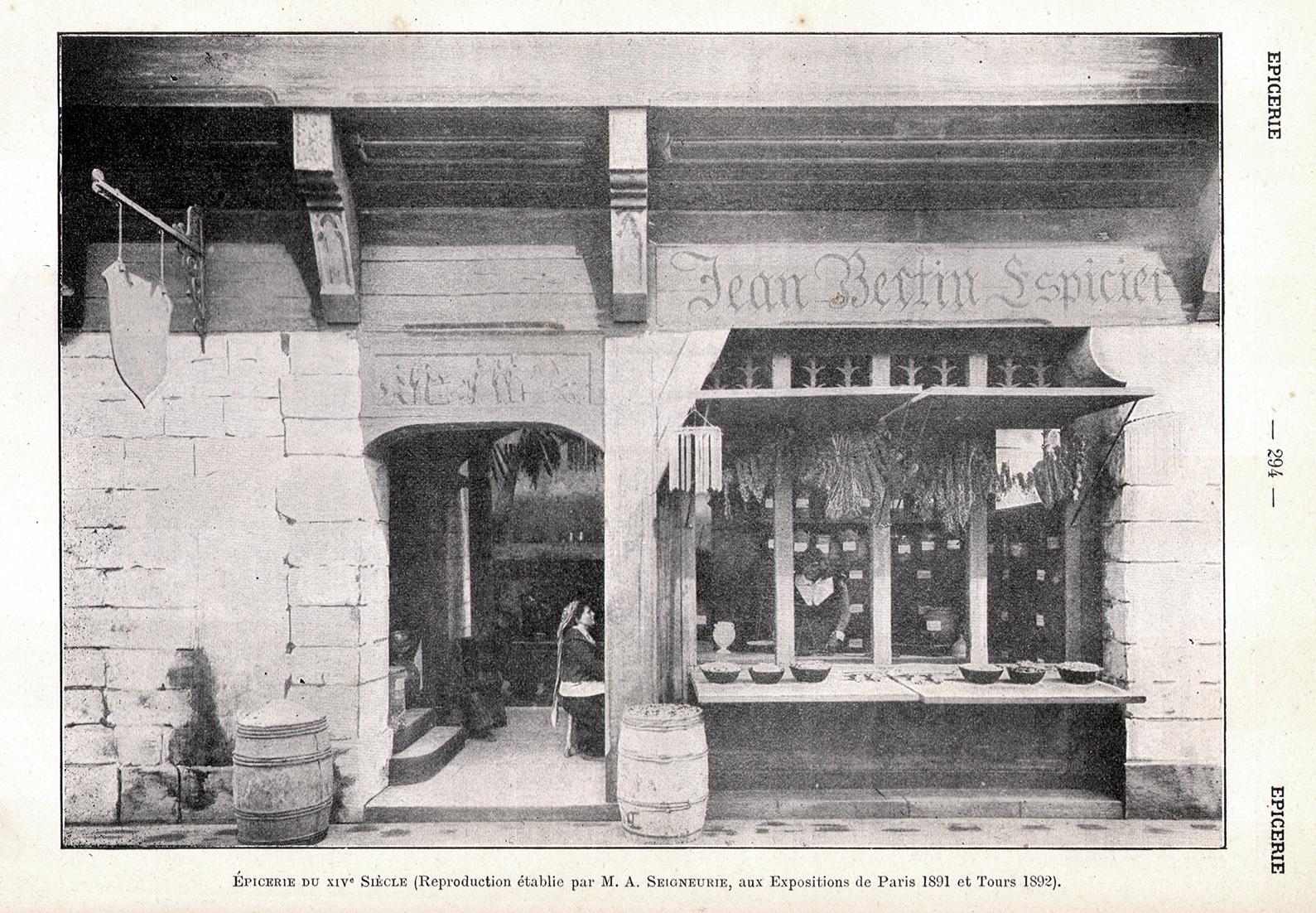
Photo de 1904 représentant une reconstruction actuelle de l'épicerie du XIVe siècle.

### Moyen Âge
Son nom vient du Moyen Âge où la spécialisation des commerces était plus grande que maintenant. L'épicier vendait principalement des épices.

### Époque des grandes découvertes
À l'époque des grandes découvertes, les explorateurs, tels Jean de Verrazane, faisaient le voyage des épiceries : 
« Avons ce jourd'huy délibére que, pour le bien, prouffit et utilité de la chose publicque du royaulme de France, mettre sus deux de nos gallyons estant de present au Havre de Grâce avec une nef appartenant à Jehan Ango, de Dieppe, du port soixante dix tonneaulx ou environ , pour iceulx troys vesseaulx, esquipper , vitailler et munnyr, pour faire le voiaige des espiceryes aux Indes […] Et pour ce faire avons conclud et délibéré, avec iceulx, mectre et employer jusques à la somme de vingt mil livres tournoys, c'est assavoir, pour nous Admiral quatre mille livres tournoys, maistre Guillaume Preudhomme, général de Normandye, deux mil livres tournoy ; Pierre Despinolles, mil livres tour; Jehan Ango, deux mil livres tour; Jacques Boursier, pareille somme de deux mil livres tournoys, messire Jehan de Varesam, principalle pilote, semblable somme de deux mil livres tournoys. »
— Philippe Chabot

### XIXesiècle
Les épiceries sont devenues de petits commerces de détail de produits alimentaires en complément des épices. Puis, l'épicerie s'est transformée, et l'offre alimentaire est devenue prédominante. Elle est devenue un commerce, également appelé « magasin d'alimentation générale », vendant des produits d'alimentation frais, congelés, secs et appertisés, et accessoirement, une gamme limitée de produits de droguerie et de bazar.
Présent à l'origine sous la forme de commerce indépendant, l'épicerie est aussi apparue dès la fin du XIXe siècle organisé dans un réseau succursaliste comme le réseau de magasins à l'enseigne Félix Potin en France, ou sous la forme de coopérative de consommation, mouvement initié par Robert Owen, en Écosse (Royaume-Uni) et poursuivi par les Coop dans de nombreux pays européens.

### À partir duXXesiècle
Au cours du XXe siècle, avec le développement de l'industrie agroalimentaire, les produits préemballés ont progressivement remplacé les produits en vrac qui étaient conditionnés par le commerçant. Le concept avait été inauguré par les succursalistes français, dès la fin du XIXe siècle possédant leur outil industriel comme Félix Potin ou Casino qui proposaient par exemple le sucre emballé dans un paquet d'un kilogramme marqué au nom de leur enseigne.
Dans la seconde partie du XXe siècle, l'épicerie a peu à peu abandonné son « comptoir » pour se convertir au libre-service, concept né vers 1912 aux États-Unis, où les clients se servent directement sur les gondoles.
Dans les villes, parfois, l'épicerie se tourne vers une clientèle soucieuse d'une haute qualité gustative et parfois aussi socialement équitable et se spécialise dans la vente de produits alimentaires fermiers ou artisanaux. Cette épicerie adoptera alors une dénomination composée : « épicerie fine ».
Les « magasins d'alimentation générale » ont progressivement été remplacés dans les grands centres urbains par de petits supermarchés qui sont appelés de divers noms (supérette, hard-discount, proxys/proxies). Ces établissements sont généralement regroupés sous une enseigne commune en adhérant à une centrale d'achat indépendamment sous la forme de franchise ou de coopérative, ou appartenant à une société unique. De commerce principal, les épiceries de quartier indépendantes, n'ayant pas évolué en surfaces de vente, se sont progressivement transformées en commerce d'appoint du fait de la concurrence de magasins plus spacieux et offrant une gamme de produits plus large avec une « politique tarifaire » plus « agressive ».

## Épiceries de quartier dans le langage populaire

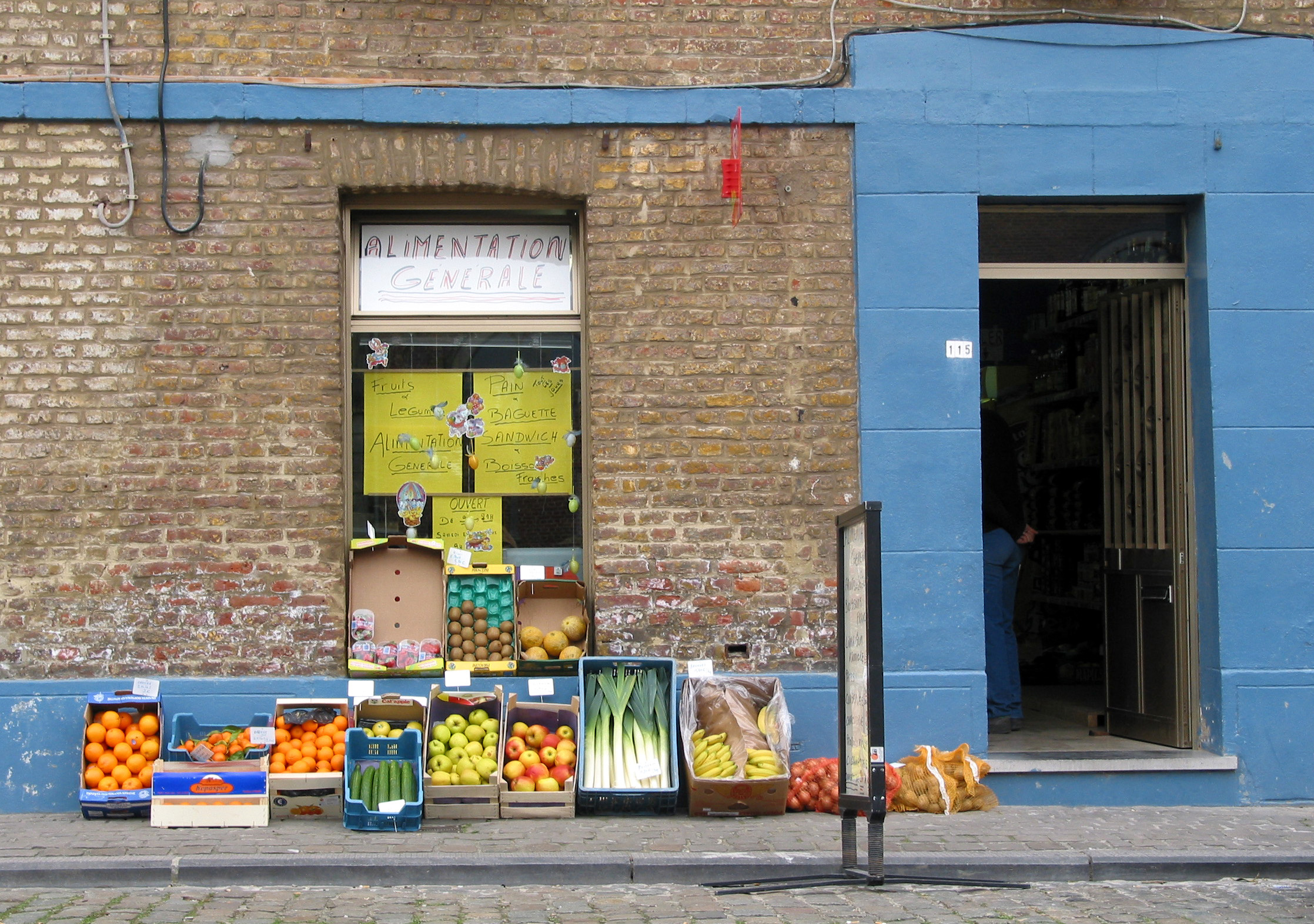
Petite épicerie à Hornu en Belgique en 2005.

« Arabe du coin » est une expression triviale utilisée dans quelques villes de France et de Belgique pour désigner ce type de commerce, faisant référence à l'origine supposée des propriétaires et employés de l'établissement.

« Pour tout le monde, je suis l'Arabe du coin. Arabe, ça veut dire ouvert la nuit et le dimanche, dans l'épicerie. »

— Éric-Emmanuel Schmitt, Monsieur Ibrahim et les Fleurs du Coran
En fait, à Paris, l'« arabe du coin » qui tient l’épicerie de proximité est souvent, depuis les années 1970, un Berbère (souvent Soussi de la région d’Agadir) comme le Mozabite qui tient l'épicerie du coin à Alger ou le Jerbien, à Tunis.
Dans l'île de La Réunion on parle de « boutique chinois » en raison du fait que ce type de commerce était autrefois tenu par des commerçants d'origine asiatique, même si ce n'est plus obligatoirement le cas aujourd'hui. En Guyane, les provisions sont faites chez « le chinois » pour les mêmes raisons.
Au Canada, ces petits établissements, sont appelés « dépanneurs ». Une des enseignes les plus connues est l'entreprise québécoise Couche-Tard. Le terme « dépanneur » est apparu au Québec francophone durant les années 1970 quand la plupart des épiceries de quartier ont disparu au profit des supermarchés et que celles restantes se sont spécialisées dans une gamme d'articles de consommation courante, comme le lait, le pain et la bière, et des heures d'ouverture plus étendues pour « dépanner » le consommateur. Le terme s'est répandu ensuite aux autres régions francophones du Canada. Avec le temps, le terme est devenu courant même chez les anglophones du Québec parce que les commerces s'affichent avec cette appellation. L'auteur anglophone d'origine montréalaise Mordecai Richler a souvent, lors de ses visites à Londres, fait référence au magasin Harrods en tant que « my local dépanneur » (« mon dépanneur local »).
À New York, on parle de bodega.

## Forme actuelle des épiceries

### Belgique
En Belgique, certaines petites épiceries de quartier n'ouvrent qu'à partir de 18 h. Elles sont couramment appelées « night shops » ou « pakis » et proposent souvent du tabac, de l'alcool et des connexions téléphoniques. Elles se doivent de respecter certaines règles précises, mais il arrive souvent qu'un même commerçant ait un magasin de jour et un magasin de nuit pour contourner cette législation assez stricte.

### Canada

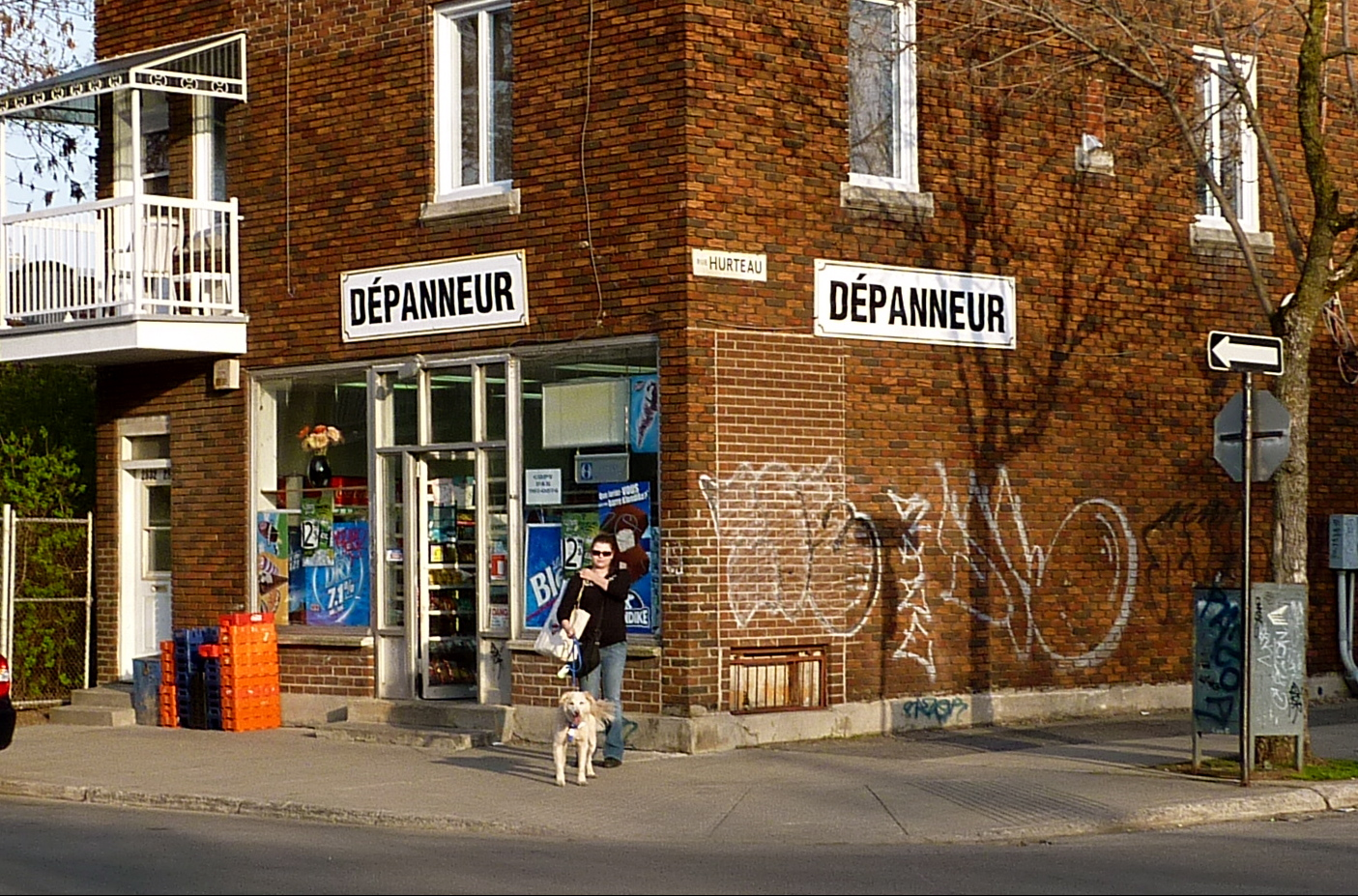
Un petit dépanneur à Montréal en 2010.

Au Canada, le terme « épicerie » peut désigner un supermarché, mais aussi un établissement de plus petite taille. Pour ces petits établissements on utilise des qualificatifs comme « épicerie de quartier » ou « épicerie du coin ».
Le commerce de proximité généralement nommé « épicerie » dans la francophonie se nomme « dépanneur » en français canadien. Le dépanneur est apparu en 1970, au Québec, à la suite d'une nouvelle réglementation. C'est le lieu où on peut acheter des produits de première consommation (pain, lait, chocolat, bière, produits ménagers, tabac, etc.), et qui se situe dans les zones résidentielles, sans qu'il soit nécessaire de se rendre dans une zone commerciale. Les dépanneurs sont généralement ouverts tous les jours et en continu, de 7 h à 23 h, mais quelques-uns sont ouverts 24 heures sur 24. Plusieurs stations-services comprennent un magasin de type dépanneur. Un stéréotype ethnique associe les dépanneurs aux Asiatiques, et effectivement, un grand nombre de dépanneurs sont détenus par des Asiatiques.
La plupart des provinces canadiennes interdisent aux dépanneurs de vendre de l'alcool. Néanmoins, au Québec, les dépanneurs ont longtemps été les seuls commerces autorisés à vendre de la bière en dehors de la société d'État Société des alcools du Québec, qui détenait un quasi-monopole. En Ontario, la vente de bière dans les dépanneurs était une promesse des conservateurs de Doug Ford. Le budget ontarien du 11 avril 2019 va jeter les bases de la vente de bière et de vin dans les dépanneurs, indique le ministre des Finances Vic Fedeli, qui ne fixe toutefois pas d'échéancier.

### France

#### À la campagne
Les épiceries sont des commerces de proximité où il est généralement possible de trouver tout le petit dépannage, des produits alimentaires (produits secs, conserves, produits frais, surgelés, fruits et légumes), mais aussi des aliments pour animaux, produits d'entretien et d'hygiène…
L'épicerie peut également faire dépôt de pain, de bureau de tabac (sous conditions strictes géré par les douanes), de bureau de poste, vendant gaz en bouteille, carterie, papeterie, presse, et produits locaux… Elle offre généralement des services de livraison à domicile, notamment aux personnes à mobilité réduite, mais peuvent aussi fournir un service complet de livraison dans un rayon pouvant aller jusqu'à une dizaine de kilomètres autour du commerce.
Les épiceries souvent délaissées au profit des grandes surfaces des villes voisines jouent un rôle social important ; c'est un lieu de rencontre et de discussion, souvent le dernier, avec la boulangerie et le café.

#### À la ville

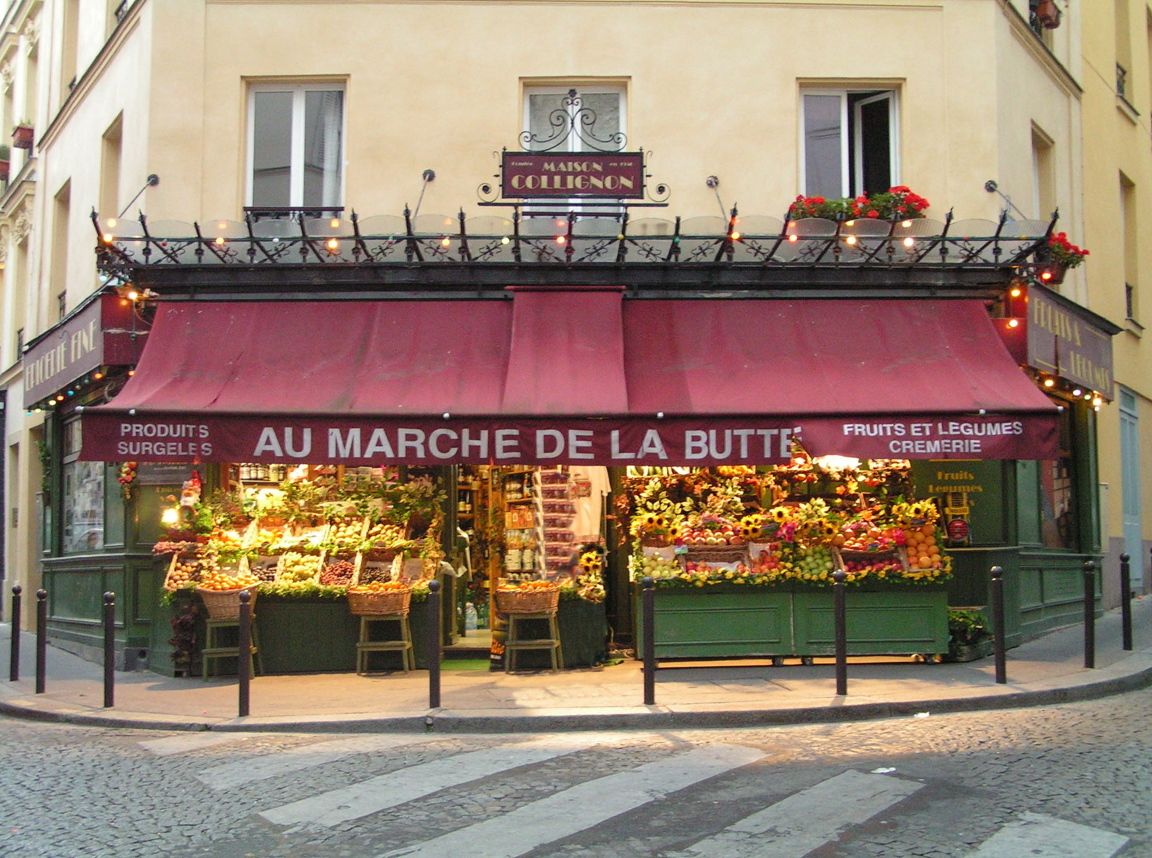
Épicerie de Paris ayant servi de décor au film Amélie Poulain.

Souvent ouvertes tard le soir, ces magasins alimentaires de proximité jouent un rôle social important dans le paysage urbain et sont tenus généralement par des personnes originaires d'Afrique du Nord (arabes et berbères) ou d'Extrême-Orient (chinois, vietnamiens…). La plupart offrent l'essentiel des produits de première nécessité, ainsi que des fruits et légumes frais. Service et disponibilité, amplitude des horaires, permettent au « petit » épicier « arabe » de quartier de résister à la pression de la grande distribution.
Les prix sont généralement élevés mais, dans la mesure où ils ne sont pas toujours observés, il arrive que ce type d'épicerie se révèle concurrentiel face aux grandes enseignes locales (supermarchés ou hypermarchés), tout en demeurant plus cher que le hard-discount. Les clients utilisant ces magasins pour leurs courses habituelles sont rares mais de nombreux citadins, appréciant de trouver dans leur quartier un magasin de dépannage ouvert tard le soir et les jours fériés, y font régulièrement des achats.

#### Alimentation générale
Dans certaines communes, les offices HLM peuvent donner à bail à des entrepreneurs pour desservir le quartier en alimentation générale.
Au sens de ce contrat, il est considéré que la vente de produits destinés non pas à toute la clientèle mais à des acheteurs spécifiques (produits halal, produits orientaux) est restrictive, et donc non générale.
En particulier, le TGI de Nanterre a considéré qu’une épicerie desservant 5 000 habitants, proposant majoritairement des produits halal et en langue étrangère ne respecte pas un bail prévoyant l’installation d’une épicerie d’« alimentation générale », certains habitants du quartier se trouvant ainsi privés d'approvisionnement.

### Suisse
En Suisse romande, hormis les épiceries conventionnelles, une vingtaine d'épiceries participatives ont été créées entre 2016 et 2021.